# Xã Degognia, Quận Jackson, Illinois
Xã Degognia (tiếng Anh: Degognia Township) là một xã thuộc quận Jackson, tiểu bang Illinois, Hoa Kỳ. Năm 2010, dân số của xã này là 153 người.